# Tibrandshögen
Tibrandshögen på Rödön vid Rödösundet och Storsjön i Krokoms kommun i Jämtland är resterna av den medeltida borgen Tibrandsholm, som troligen anlades under 1300-talet.

## Historia
Högen är namngiven efter den enligt folksägnen grymme och girige danske borgfogden Tibrand, som jämtarna slutligen dödade en juldagsmorgon vid Ås kyrka. Borgen, som var av typen motteborg, revs omkring år 1402 enligt ett bevarat brev från unionsdrottningen Margareta. Tibrand tillhörde förmodligen en gren av vitaliebröderna, som Margareta bekämpade. 
Tibrandshögen är idag en gräsbevuxen borgkulle med en vallgrav mot landsidan. Tidigare arkeologiska utgrävningar visar att ett tegeltorn troligen fanns på högens topp, och husgrunder har grävts fram utanför vallgraven som tyder på ett befolkat förborgsområde.

## Området
Omkring Tibrandshögen finns också många äldre fornlämningar från bronsåldern, järnåldern och vikingatiden. Utgrävningar har visat att en gård låg nedanför borgkullen redan under 300-talet. Pollenanalyser tyder på att det odlades korn och hampa på gården. 
Under de svensk-danska krigen på 1600-talet var det soldatläger vid högen samt avrättningsplats. 
Idag är hela området ett naturskönt friluftsområde och besöks av många turister.